# Ciepło utajone
Ciepło utajone (ciepło przemiany fazowej) – ilość energii termicznej wymienionej pomiędzy układem a otoczeniem podczas przejścia fazowego, prowadzonego w warunkach ściśle izotermicznych. Termin ten został wprowadzony około 1750 przez szkockiego chemika Josefa Blacka. 
Przykładowo, ciepło utajone jest wyzwalane podczas kondensacji pary wodnej, a utajane podczas parowania. 
Pojęcie ciepło utajone używane jest jako ilość energii (jednostka dżul) oraz jako ilość energii na jednostkę substancji, która zmieniła stan skupienia. Gdy jednostką ilości jest masa, to ciepło utajone ma jednostkę dżul/kg, a gdy liczność materii – dżul/mol.
Określenie pochodzi jeszcze z okresu gdy uważano, że ciepło jest substancją, a ciepło dostarczane do ciała podczas przemiany fazowej nie wywołuje zmiany temperatury lecz ukrywa się.
Obecnie pojęcie to nie jest już stosowane w fizyce, jest ono praktycznie tożsame z terminem dokładniej zdefiniowanym entalpią przejścia fazowego. Używa się także określenia zmiana energii przejścia fazowego. Pojęcie jest jeszcze używane w naukach bazujących na fizyce.